# كارلوس دانييل بينتو
كارلوس دانييل بينتو (بالإسبانية: Carlos Heriberto Pinto)‏ (7 أغسطس 1985 في المكسيك - ) هو لاعب كرة قدم مكسيكي في مركز الدفاع. لعب مع دورادوس سينالوا.

## وصلات خارجية
- كارلوس دانييل بينتو على موقع قاعدة بيانات كرة القدم.إي يو (الإنجليزية)
- كارلوس دانييل بينتو على موقع AS.com (الإسبانية)